# Ейнар Енглунд
Ейнар Свен Енглунд (фін. Einar Sven Englund; 17 червня 1916, Югарн, Готланд — 27 червня 1999, Вісбю, Готланд) — фінський композитор, піаніст і педагог.
Концертував як піаніст, виконуючи, як правило, власні твори, а також акомпанував своїй дружині Майніе Сірен.

## Біографія
У 1935—1941 роках навчався в Музичній академії імені Яна Сібеліуса в Гельсінкі у Мартті Пааволи и Ернста Лінко (фортепіано), Селіма Пальмгрена і Бенгта Карлсона (композиція), у Лео Фунтека (інструментування); у 1949 році удосконалювався в Танглвуді (США) у Аарона Копленда (композиція). Вивчав музичний фольклор в СРСР (республіки Закавказзя), Болгарії та Югославії.
З 1958 року викладав композицію і інструментування у своїй альма-матер, де в 1976 році став професором. Одночасно виступав як музичний критик у фінській шведськомовній газеті «Hufvudstadsbladet»). Писав музику до спектаклів і фільмів («Північний олень» та інші).

## Особисте життя
Був одружений з виконавицею пісень Маюніе Сірен (1924—2003).
Його спогади I Skuggan av Sibelius (У тіні Сибеліуса) були опубліковані у 1997 році.

## Твори
- балет «Одіссей» (1959, Гельсінкі)
- балет «Сінухе» (1965, Гельсінкі)
- симфонія № 1[4] (1946)
- симфонія № 2 (1948)
- симфонія № 3 (1971)
- симфонія № 4 для струнних та ударних[5] (1976)
- симфонія № 5 (1977)
- оркестрова сюїта з музики балетів «Одіссей» і «Сінухе»
- сюїта «Китайська стіна» / Kiinan muuri (1952)
- сюїта «Північний олень»[6]/ Valkoinen peura (на основі лапландського музичного фольклору, 1952)
- Чотири імпресіоністичних танці «Білий олень» (1952)
- симфонічна поема «Переможна», написана до спортивного фестивалю (1947)
- концерт для віолончелі з оркестром (1954)
- концерт для фортепіано з оркестром № 1 (1955)
- концерт для фортепіано з оркестром № 2 (1975)
- фортепіанний квінтет (1941)
- Інтродукція та каприччо для скрипки з фортепіано (1970)
- Інтродукція та токата для фортепіано (1959)
- сонатина для фортепіано

## Нагороди
- 1947 — перша премія на конкурсі в Гельсінкі (симфонічна поема «Переможна»)
- 1961 — медаль Pro Finlandia